# Каменка (река, впадает в Белое море)
Ка́менка — река на Кольском полуострове Мурманской области России.

## Расположение
Расположена в юго-восточной части Кольского полуострова. Длина — 53 километра. Водосборная площадь — 315 км². Средняя ширина — от 8 до 22 метров. Исток Каменки расположен в болотах у Кейвенных озёр у юго-западных склонов возвышенности Ондомозерские Кейвы в 4 километрах к югу от озера Верхнее Ондомозеро, откуда река, сильно изгибаясь, протекая через озеро Ефремово, течёт на юг. Устье Каменки лежит на Терском берегу Белого моря у мыса Каменного в 4 километрах к востоку от поморского села Тетрино.

## Описание
Местность, по которой протекает Каменка — лесистая, сильно заболоченная и относительно низменная. Высота окрестных сопок не превышает 70—100 метров в южной части и достигает 160—175 метров к истокам реки. Крупнейшие из возвышенностей — Ручьёвская Варака (72,7 м), Верхотина (78,2 м), Палаварака (96,2 м), Большие Кипаки (160,4 м) и ряд безымянных высот. Относительно сухая и лесистая местность южных берегов Каменки сменяется к северу болотистой тундрой. Глубина болот достигает 2 метров. Берега реки покрыты елово-берёзовым лесом с высотой деревьев до 11-16 метров.
Река быстрая и порожистая, скорость течения составляет до 0,9 м/с. Населённых пунктов на Каменке нет, на правом берегу, у самого устья реки, находятся развалины заброшенного ныне одноимённого села. В этом месте реку через брод глубиной 0,3 метра пересекает дорога, ведущая на запад к селу Тетрино и на восток к нежилому ныне селу Стрельна.

### Речная система Каменки
От истока
← Левый приток → Правый приток
→ Кейвина
→ Корабельный
→ Западная Каменка
← Бревенный
← Ольховый